# Raw Fury
Raw Fury ist ein schwedischer Publisher spezialisiert auf Indie-Spiele mit Sitz in Stockholm. Die Firma wurde 2015 von Jonas Antonsson und Gordon Van Dyke gegründet. Seit 2021 gehört Raw Fury mehrheitlich Altor Equity Partners.

## Veröffentlichte Spiele
| Jahr | Titel                           | Plattform                                                                                       | Entwickler                          |
| ---- | ------------------------------- | ----------------------------------------------------------------------------------------------- | ----------------------------------- |
| 2015 | Kingdom                         | Windows, macOS, Linux                                                                           | Noio, Licorice                      |
| 2016 | Kathy Rain                      | Windows, macOS, Android, iOS                                                                    | Clifftop Games                      |
| 2016 | Kingdom: New Lands              | Windows, macOS, Linux, Xbox One, PlayStation 4, Nintendo Switch, Android, iOS                   | Noio                                |
| 2016 | Gonner                          | Windows, macOS, Linux, Xbox One, PlayStation 4, Nintendo Switch                                 | Art in Heart                        |
| 2017 | Tormentor X Punisher            | Windows, macOS                                                                                  | E-Studio                            |
| 2017 | Uurnog Uurnlimited              | Windows, macOS, Nintendo Switch                                                                 | Nifflas Games                       |
| 2018 | Dandara                         | Windows, macOS, Linux, Xbox One, PlayStation 4, Nintendo Switch, Android, iOS                   | Long Hat House                      |
| 2018 | Bad North                       | Windows, macOS, Xbox One, PlayStation 4, Nintendo Switch                                        | Plausible Concept                   |
| 2018 | Kingdom Two Crowns              | Windows, macOS, Linux, Xbox One, PlayStation 4, Nintendo Switch, Android, iOS                   | Fury Studios, Stumpysquid           |
| 2019 | Out There: Ω The Alliance       | Nintendo Switch                                                                                 | Mi-Clos Studio                      |
| 2019 | Whispers of a Machine           | Windows, macOS, Android, iOS                                                                    | Clifftop Games, Faravid Interactive |
| 2019 | Night Call                      | Windows, macOS, Xbox One, Nintendo Switch                                                       | Monkey Moon, Black Muffin           |
| 2019 | Bad North: Jotunn Edition       | Windows, macOS, Xbox One, PlayStation 4, Nintendo Switch, Android, iOS                          | Plausible Concept                   |
| 2019 | Mosaic                          | Windows, macOS, Xbox One, PlayStation 4, Nintendo Switch                                        | Krillbite Studio                    |
| 2020 | West of Dead                    | Windows, Xbox One, PlayStation 4, Nintendo Switch                                               | Upstream Arcade                     |
| 2020 | Star Renegades                  | Windows, Xbox One, PlayStation 4, Nintendo Switch                                               | Massive Damage, Inc                 |
| 2020 | GONNER2                         | Windows, macOS, Linux, Xbox One, PlayStation 4, Nintendo Switch                                 | Art in Heart                        |
| 2020 | Per Aspera                      | Windows, Meta Quest 2                                                                           | Tlön Industries                     |
| 2020 | Call of the Sea                 | Windows, Xbox One, Xbox Series X/S, PlayStation 4, PlayStation 5, Amazon Luna                   | Out of the Blue                     |
| 2020 | The Signifier                   | Windows, macOS                                                                                  | Playmestudio                        |
| 2020 | Atomicrops                      | Windows, Xbox One, PlayStation 4, Nintendo Switch                                               | Bird Bath Games                     |
| 2021 | The Longest Road on Earth       | Windows, Xbox One, Xbox Series X/S, PlayStation 4, PlayStation 5, Nintendo Switch, Android, iOS | Brainwash Gang, TLR Games           |
| 2021 | Backbone                        | Windows, macOS, PlayStation 4, PlayStation 5, Xbox One, Xbox Series X/S, Nintendo Switch        | EggNut                              |
| 2021 | Townscaper                      | Windows, macOS, Xbox Series X/S, Nintendo Switch, Android, iOS,                                 | Oskar Stålberg                      |
| 2021 | Sable                           | Windows, Xbox Series X/S, PlayStation 5                                                         | Shedworks                           |
| 2021 | Kathy Rain: The Director's Cut  | Windows, macOS, Nintendo Switch, Android, iOS                                                   | Clifftop Games                      |
| 2021 | Kingdom Two Crowns: Norse Lands | Windows, macOS, Linux, Xbox One, Xbox Series X/S, PlayStation 4, Nintendo Switch, iOS, Android  | Fury Studios, Stumpysquid           |
| 2021 | Dream Cycle                     | Windows                                                                                         | Cathuria Games                      |
| 2021 | Wolfstride                      | Windows, Nintendo Switch                                                                        | OTA IMON Studios                    |
| 2022 | NORCO                           | Windows, macOS, Xbox One, Xbox Series X/S, PlayStation 4, PlayStation 5                         | Geography of Robots                 |
| 2022 | Dome Keeper                     | Windows, macOS, Linux                                                                           | Bippinbits                          |
| 2022 | Flat Eye                        | Windows, macOS                                                                                  | Monkey Moon                         |
| 2023 | Superfuse                       | Windows                                                                                         | Stitch Heads Entertainment          |
| 2023 | Tails: The Backbone Preludes    | Windows                                                                                         | EggNut                              |
| 2023 | GUN JAM                         | Windows                                                                                         | Jaw Drop Games                      |
| 2023 | Mr. Sun's Hatbox                | Windows, macOS, Nintendo Switch                                                                 | Kenny Sun                           |
| 2023 | Cassette Beasts                 | Windows, Linux, Xbox One, Xbox Series X/S, Nintendo Switch, Android, iOS                        | Bytten Studio                       |
| 2023 | Friends vs Friends              | Windows                                                                                         | Brainwash Gang                      |
| 2023 | Kingdom Eighties                | Windows, macOS, Linux, Xbox Series X/S, PlayStation 5, Nintendo Switch, Android, iOS            | Fury Studios                        |
| 2023 | Moonstone Island                | Windows, macOS, Linux, Nintendo Switch                                                          | Studio Supersoft                    |
| 2023 | Pizza Possum                    | Windows, Xbox Series X/S, PlayStation 5, Nintendo Switch                                        | Cosy Computer                       |
| 2023 | American Arcadia                | Windows                                                                                         | Out of the Blue Games               |
| 2024 | Snufkin: Melody of Moominvalley | Windows, macOS, Xbox Series X/S, PlayStation 5, Nintendo Switch                                 | Hyper Games                         |
| 2024 | Zet Zillions                    | Windows                                                                                         | OTA IMON Studios                    |
| 2024 | Skald: Against the Black Priory | Windows, macOS                                                                                  | High North Studios AS               |
| 2024 | Star Trucker                    | Windows, Xbox Series X/S                                                                        | Monster and Monster                 |